# Heartland (2010 album)
Heartland är det tredje albumet av den kanadensiske artisten Owen Pallett. Albumet är Palletts första under eget namn. Han har tidigare använt sig av pseudonymen Final Fantasy. Det släpptes 12 januari 2010.

## Låtar
1. Midnight Directives
2. Keep The Dog Quiet
3. Mt. Alpentine
4. Red Sun No. 5
5. Lewis Takes Action
6. The Great Elsewhere
7. Oh Heartland, Up Yours!
8. Lewis Takes Off His Shirt
9. Flare Gun
10. E Is For Estranged
11. Tryst With Mephistopheles
12. What Do You Think Will Happen Now?